# 散開線
散開線（さんかいせん）とは、海戦術において、潜水艦が敵艦船を待ち受ける際に、敵艦船の予想進路に対して交差する一本の直線を描くように潜水艦を間隔を開けて広範囲に配置した線のことである。日本海軍が太平洋戦争中に多用したが、前線の実情に合わない散開線運用が潜水艦の損害を増加させる原因になったとの批判もある。

## 基本的用法
潜水艦戦術上で散開とは、潜水艦同士が間隔を開けて広範囲に配置されることである。散開した状態で敵方向に移動する方式を進撃散開、停止して待ち伏せする方式を待敵散開と呼び、このうち待敵散開を一直線状の配置で行うことを線散開、その直線のことを散開線と呼ぶ。これに対して、複数の線状に配置して行うことを面散開と呼ぶ。なお、散開は目的により、敵発見のための索敵散開と、敵からの攻撃を避けるための避敵散開にも区分される。
散開線は、複数の潜水艦を等間隔に配置して構成され、その際の間隔は状況により異なるが太平洋戦争中の日本海軍の実戦例では20海里から30海里程度である。散開線を構成する潜水艦は停止しているが、新たな散開線に移動する場合など、散開したままの状態を保って敵を捜索しつつ移動する掃航を行うこともある。
日本海軍において、散開線は艦隊決戦時に敵艦隊迎撃に参加する潜水艦の戦術として想定されていた。日本海軍における潜水艦の主たる任務は、ワシントン海軍軍縮条約・ロンドン海軍軍縮条約下で劣勢な水上艦艇を補助し、艦隊決戦に備えて敵艦隊を監視・追跡攻撃すること及び決戦場における迎撃戦闘に参加することとして、1930年代に確立された。例えば、日本海軍の戦術の基本規則である『海戦要務令』（第四次改正版・1934年）においても、潜水戦隊は適切なる散開配備により敵主隊を奇襲することが主任務と規定されていた。その艦隊決戦を想定した任務に基づき、迎撃戦闘に参加する潜水艦で散開線を構成し、艦隊に随伴して水上高速移動するものとされた。

## 実戦での使用経過
太平洋戦争において、日本海軍は戦前の計画通り、散開線配備による潜水艦運用法を開戦冒頭から多用した。
1941年12月の真珠湾攻撃で、日本海軍は大部分の潜水艦をオアフ島真珠湾外に散開線ではなく扇型に配置して湾口監視に用いたが、第一潜水戦隊の4隻だけをハワイ諸島北方・東西に全長120海里のG散開線の配備に就かせた。また、翌1942年1月に引き続きハワイの監視任務に当っていた第二潜水戦隊は、アメリカ空母の出現情報が入るたびに散開線の形成と掃航を命じられ、そのほとんどの場合で目標捕捉に失敗したものの、1月12日に伊6潜水艦が僚艦6隻とともに掃航中に空母「サラトガ」を撃破する戦果を挙げた。
同じく1941年12月のマレー沖海戦では、日本海軍潜水艦10隻がマレー半島東岸に三重の散開線から成る縦深配備を取って、イギリス東洋艦隊の出撃に備えた。うち、伊65潜水艦がイギリス艦隊を発見し、その情報に基づき新たな散開線に移動中の伊58潜水艦がイギリス艦隊を襲撃したが、命中しなかった。伊65潜・伊58潜のいずれもイギリス艦隊を追跡したが見失い、両艦からの報告電文が上級司令部に届かなかったこともあり、その後、潜水艦部隊はイギリス艦隊を捉えることができずに終わった。縦深配備をとったことやイギリス側の対潜警戒が手薄だったことから一定の成果はあったものの、好条件下に多数の潜水艦を投じた割に効果が乏しく、散開線配備の非効率さを示す事例とも言われる。
1942年6月のミッドウェー海戦において日本海軍は、出撃が予想されるアメリカ艦隊を捕捉するため、ミッドウェー島東方に甲散開線（4隻）・乙散開線（7隻）を展開する計画であった。しかし、旧式艦から成る第五潜水戦隊の整備が遅れたことや第2次K作戦のため潜水艦が引きぬかれたことにより、散開線到着が遅れ、所定期日に配備が間に合ったのは11隻中1隻のみであった。黒島亀人連合艦隊参謀は戦後、海軍の常識で言えば西方で散開隊形を概成してから東進して所定の散開線に配備すべきところ、自身の敵情判断の誤りなどから実現しなかったと反省している。所定期日に配備が完了していれば、アメリカ艦隊を発見できた可能性があったと考えられ、ミッドウェー海戦における日本側の敗因の一つに数えられる。海戦後半には、日本艦隊を追撃またはハワイへ帰還すると思われるアメリカ艦隊を捕捉するため、14隻の潜水艦による全長400海里に及ぶ複数の散開線が構成されたが、全く会敵できなかった。
1942年8月からのガダルカナル島の戦いを巡っては、潜水艦兵力の集中が行われ散開線での待機攻撃が計画された。伊19潜水艦はK散開線で空母「ワスプ」などを撃沈破し、伊26潜水艦は命じられた散開位置で軽巡洋艦「ジュノー」を撃沈している。この時期の日本海軍潜水艦部隊は一応の戦果を挙げていたが、連合艦隊司令部の満足するものではなく、戦史叢書『潜水艦史』の執筆担当者である坂本金美はその原因を散開線用法に適切さを欠いたことに求めている。なお、伊19潜水艦の戦果は、司令部から命じられた別の散開線への移動前に旧配備地点において得られたもので、司令部の命令通りに散開線移動が実行されていればなかったものと見られる。
1943年11月のギルバート諸島の戦いにおいて日本海軍は、9隻の潜水艦をギルバート諸島周辺に派遣し、予想されるアメリカ艦隊の動向に合わせて次々と新たな散開線を設定して水上移動で配備変更させた。しかし、散開線外を単独行動中の伊175潜水艦が護衛空母「リスカム・ベイ」を撃沈しただけで、逆に潜水艦6隻を失った。なお、ギルバート諸島の戦いにおける戦訓をふまえ、1944年2月、山崎重暉海軍潜水学校長は、厳格な指揮統制による従来の散開線用法は現状に適合していないなどと批判する意見書を配布したが、上級司令部からは統帥を乱す行為であるとして受け入れられなかった。
1944年6月のマリアナ沖海戦の際にも、アメリカ海軍機動部隊の出撃を捉えるため、事前に多数の散開線が設定された。そのうち第七潜水戦隊に所属する呂100型潜水艦7隻は、5月22日頃までにニューアイルランド島北方に北東から南西へ30海里間隔で連なるナ散開線を構成した。しかし、その行動はアメリカ海軍に察知されてしまい、バックレイ級護衛駆逐艦「イングランド」などの対潜掃討部隊により、5月22日の呂106潜水艦を皮切りに5月30日までに5隻が撃沈された。アメリカ海軍は、対潜哨戒機・日本潜水艦の発信した無線方位測定・日本軍の目的からの理論的推理などにより、ナ散開線の設定を割り出したとされる。日本側は5月23日に通信状況から呂104潜水艦が探知された可能性があると判断し（実際に同日午前6時に撃沈）、ナ散開線北半分の呂106潜水艦（すでに前日に撃沈）・呂104潜水艦・呂105潜水艦に南東方向60海里のA散開線へ移動を発令、その後も5月28日には全艦に100海里西方のB散開線へ移動を発令するなどしたが、全艦に撤収時期が発令されたのは6月3日であった。なお、坂本金美（当時は呂41潜水艦長）は、ナ散開線の計画を知って、警戒厳重な海域でこのような配備をすることは危険が大きいから、1隻でも敵に発見された兆候があれば大幅にバラバラに移動するよう第七潜水戦隊司令部に進言していた。6月15日にあ号作戦が発動されて決戦が始まってからも、日本側潜水艦の多くはマリアナ諸島東方に三重に設定された散開線に急行するよう命じられたが、遠くマーシャル諸島やニューアイルランド島北方で散開線配備に付いていた艦が多く集結が遅れた。マリアナ沖海戦における日本潜水艦の損害は参加36隻中20隻喪失という甚大なもので、戦果は全くなかった。
マリアナ沖海戦での敗北後、日本海軍は潜水艦の運用を改正し、単純な線散開ではなく面散開に戦術を切り替えた。1944年8月20日に発令された捷号作戦における潜水艦部隊運用の基本指針では、潜水艦部隊の散開配備位置を幅のある長方形（矩形）に設定した。そして、その長方形に設定された散開配備位置をさらに細かな升目に区切り、個々の潜水艦に割り当てる方式が取られた。それ以降の台湾沖航空戦やレイテ沖海戦、沖縄戦においては、この長方形の散開面が実際に使用された。

## 評価
散開線は計画上は整然として、通過する敵艦隊を確実に捕捉できるようにも思われるが、実際にはさほど万全ではない。敵の対潜能力が大きいほど捕捉漏れが多くなってしまう。日本海軍の戦前の想定では、低速の戦艦を中心とする大規模な敵艦隊が目標であったのに対し、実際の太平洋戦争では高速の空母機動部隊を相手としなければならず、固定的な散開線で捕捉することは容易ではなかった。しかも、空母は航空機を飛ばして対潜警戒しているため、潜水艦は不自由な潜航を余儀なくされることが多く、目標探知も襲撃も困難であった。
散開線を命令通りに正確に構成することも容易ではなく、司令部での認識と実際の状況にずれがあることも多かった。例えばマリアナ沖海戦の場合、当初のナ散開線から配備変更されたB散開線について、司令部では1944年6月30日時点で5隻配備と認識していたが実数は1隻だけであった。同じくマリアナ諸島当方のY散開線でも、司令部の認識では4隻配備済みのところ、実数1隻であった。このような散開線の混乱は後述のように散開線の頻繁な移動が命じられた結果、個々の潜水艦の状況から配備変更に要する時間差が目立ったことも原因と考えられている。
運用面では、司令部が敵情の変化に過敏に反応し、図上演習のような感覚で散開線の移動が頻繁に行われた弊害が大きかった。通信能力が貧弱な潜水艦では命令受信時刻にばらつきが生じて一斉に行動開始できないうえ、移動中の敵情も艦ごとに異なって移動速度に差が出るため、潜水艦が予定どおりに展開できず散開線の混乱・司令部の認識とのずれ拡大を呼んだ。また、高速で移動するため水上航行をせざるを得ず、隠密性が損なわれる結果となった。太平洋戦争当時の標準的な潜水艦は、水中速力が遅く水中航続距離も短いため、迅速な移動には水上航行をしなければならなかった。この点、敵前における散開線の水上移動が敵からの被発見率を増大させることは、戦前の軍事演習でもすでに指摘され、散開線の昼間水上移動は原則として行うべきでないという報告がされていた。
また、前記のナ散開線での大量損失事例を論拠に、潜水艦の配置が推定されやすい欠点があるとも指摘される。中村秀樹は、隠密性を重視すべき潜水艦にとって、配備位置を敵に推定されやすい単純で機械的な配置計画は好ましくなく、一直線上・等間隔で厳密な艦位を指定する散開線配備は最も避けるべきものであろうとしている。
捷号作戦以降に採用された散開面についても、敵航路に直交するように横長に並べて配置する点で散開線と基本的な考え方は変わっておらず、いずれも敵航路に対して縦深配備を採っていない問題があると指摘される。坂本金美は、一定の改善と認めつつも、特に敵航空機の対潜能力が向上した状況では散開線も散開面も五十歩百歩と評している。運用面でも散開配備の移動が頻繁に命令された点で変化がなく、水上行動による強行進撃が命じられて隠密性が失われる結果となってしまった。根本的な改正に至らなかった原因としては、日本海軍の上級司令部がアメリカ海軍の対潜能力向上を十分に認識できていなかったことに加え、全軍で特攻を行っているのだから潜水艦も突撃しなければならないとの観念があったと分析されている。